# Can Llibreter
Can Llibreter és un mas de Teià (Maresme) protegit com a Bé Cultural d'Interès Local.

## Descripció
Mas format per diferents annexes i un gran pati situat al nucli urbà de Teià. El cos que dona al carrer de la Riera consisteix en una construcció de soterrani, planta baixa i dos pisos superiors amb una coberta de teula àrab a dos vessants amb el carener paral·lel a la façana. A l'oest se li adossa una torre que eleva l'edifici un pis més. L'accés a aquest cos es fa a partir d'unes escales exteriors que condueixen a la planta baixa de la torre, on es troba la porta.
La distribució d'obertures en aquest cos és regular, la façana es divideix en tres eixos verticals amb les obertures alineades. Al pis soterrani les obertures són d'arc escarser, a la planta baixa i el primer pis són finestres verticals emmarcades amb motllures. A la segona planta són finestres de dimensions més reduïdes i emmarcades. El parament és d'imitació de carreus.
La torre està reforçada a les cantonades amb simulació de carreus blancs i està coronada per un petit terrat amb balustrada i pinacles. Compta amb una finestra emmarcada i amb cornisa al pis superior.
Els cossos annexats a l'oest consten d'alçades i cobertes diferents i tenen una distribució de finestres irregular i de diferents tipologies, alguna d'elles emmarcada en pedra.

## Història
Construcció de 1886 a partir d'annexar-se a cossos d'un edifici més antic, del segle XVI. El cos que toca amb el carrer de la Riera es convertí l'any 1919 en la botiga del Sindicat de Pagesos, que durà fins al 1929 quan es traslladà a la plaça de Catalunya.